# Барановицька операція

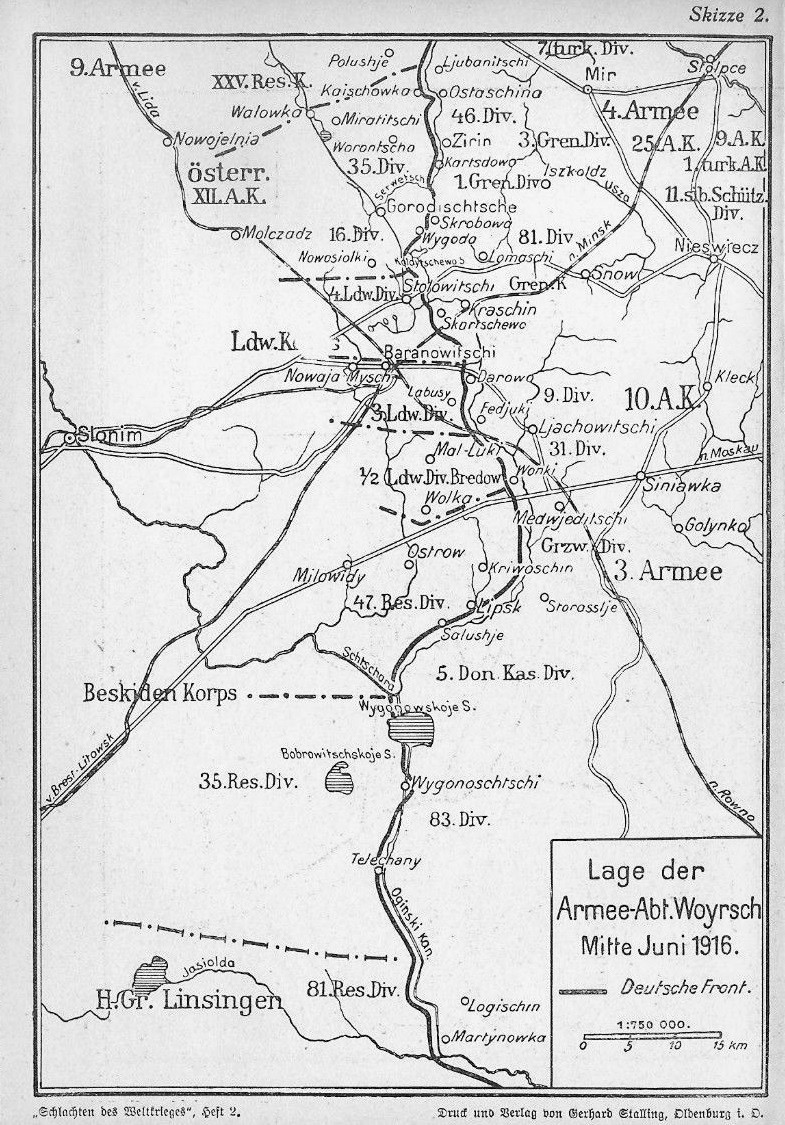

Барановицька операція (нім. Schlacht von Baranowitschi) (20 червня (3 липня) — 12 липня (25 липня) 1916) — наступальна операція військ Західного фронту російської імператорської армії проти Імперської армії Німеччини в районі Барановичі на Східному фронті за часів Першої світової війни.

## Історія

### Передумови
За часів Першої світової війни доля міста Барановичі стала унікальною: протягом першого року війни в місті перебувала Ставка Верховного Головнокомандувача; Головний штаб усіх збройних сил Російської імперії перебував у лісі та становив невелику ділянку залізничного полотна, на якому стояли вагони з оперативним складом військового керівництва царської Росії. Сюди неодноразово приїжджав російський імператор, який пробув у Ставці в цілому близько двох місяців і який відвідував Барановичі близько 10 разів.
З 11 по 28 червня 1915 року під час свого останнього перебування в Барановичах Микола II провів екстрене засідання Ради Міністрів, на якому були вирішені найважливіші державні питання, пов'язані з військовим становищем у державі. 9 серпня 1915 року через наближення фронту та відступ російської армії, Ставка була переведена до Могилева.
24 вересня 1915 року до міста Барановичі увійшли перші австрійські патрулі та незабаром воно було зайнято німецькими військами. У місті окупаційна влада розташувала штаб-квартиру командування на цій ділянці німецького Східного фронту, а на зайнятих землях Російської імперії встановлювались закони так званої адміністрації Обер Ост.
До жовтня 1915 року лінія фронту зупинилась на сході від Барановичів і Пінська по лінії Міхалішкі — Ошмяни — Новогрудок — Барановичі — Вигонощанське озеро, яка поділяла територію сучасного Барановицького району на дві частини. Велика частина (за винятком північного сходу) була окупована німецькими та австро-угорськими військами. З осені 1915 до літа 1916 року на ділянці фронту, який проходив по території краю, активних бойових дій не відбувалось.
Водночас, російським командуванням цей напрямок вважався одною з найважливіших ділянок німецького Східного фронту на найкоротшому напрямку Варшава-Москва, тому військове керівництво також оцінювало цю ділянку фронту як плацдарм для прориву на Вільно і далі на Варшаву.

### Загальний задум
Згідно задуму оперативно-стратегічного планування, розробленого начальником штабу Верховного Головнокомандувача генералом М. В. Алексєєвим та викладеному їм на нараді вищого генералітету у Ставці 1 квітня, всі російські фронти повинні були завдати одночасні, комбіновані удари, які взаємодіють один з одним в оперативному плані у всій смузі оборони російських військ. Армії Західного фронту, яким віддавалось право головного удару, повинні були наступати на Вільно, тісно взаємодіючи з арміями Північного фронту, що наступали з району Двінська на одному напрямі назустріч арміям Західного фронту. Однак, план генерального наступу на літню кампанію 1916 року поступово змінювався й незабаром напрямок головного удару перейшов до Південно-Західного фронту генерала Брусилова О. О., а зусилля Західного фронту змістились на Барановичі.
Командувач Західним фронтом генерал від інфантерії Еверт О. Є. поклав завдання щодо прориву німецько-австрійського фронту у Барановичах на 4-у армію генерала від інфантерії Рогози О. Ф., яка займала оборону на 145-км фронті. До складу об'єднання входили 5 корпусів (9-й, 10-й, 25-й, 35-й армійські корпуси, Гренадерський корпус, 112-а піхотна, 11-а Сибірська і 7-а Туркестанська дивізії, Польська стрілецька бригада, Уральська і 2-а Туркестанська козачі дивізії). До початку операції прибули додаткові підкріплення, а саме 3-й Сибірський, 3-й армійський і 3-й Кавказький корпуси. Всього для прориву російськими військами було зосереджено 19 піхотних і 2 козачі дивізії, до складу яких входили 331 батальйон, 128 сотень, 1 324 кулемети, 742 легких і 258 важких гармат (340 000 чоловіків).
Німецько-австрійське угруповання на ділянці майбутнього наступу мало 9-ту німецьку армію (25-й резервний, 3-й армійський, 22-й австро-угорський, 3-й ландверний корпуси, командувач баварський генерал-фельдмаршал Леопольд Баварський), що входила до складу армійської групи фон Войрша. Всього налічувалося 82 батальйони, 613 кулеметів, 248 легких гармат та понад 500 важких гармат. Німецькі позиції складалися з 2 або 3 укріплених смуг. Перша укріплена смуга з трьох ліній окопів добре застосовувалася до місцевості на західних берегах болотистих долин річок Сервач і Щара. Перша лінія окопів була посилена дротяними загородженнями (до 35 рядів). Друга і третя смуги оборони противника російською розвідкою виявлені не були.
Головний удар російських військ завдавався силами 9-го (Драгомиров А. М.) і 25-го (Данілов Ю. Н.) армійських корпусів на 8-ми кілометровій ділянці фільварок Дробиш — Заосьє. Гренадерський (Парський Д. П.), 10-й (Данілов М. О.) і 35-й (Парчевський П. А.) армійські, а також 3-й Сибірський (Трофимов В. О.) і 3-й Кавказький (Ірманов В. О.) армійські корпуси — наступали для забезпечення головного удару.
Війська 9-го армійського корпусу повинні були наступати на північ від станції Барановичі, а частини 10-го армійського корпусу — південніше. Для сприяння 9-му корпусу 46-а піхотна дивізія Ількевича Н. А., що входила до складу 25-го корпусу, завдавала удару ще далі на північ від смуги наступу частин генерала Драгомирова, а Гренадерський корпус наступав ще південніше ділянки, виділеної 10-му корпусу.
У підсумку, чотири напрямки прориву повинні були злитися в один загальний оперативний прорив, для подальшого розвитку якого резервний 35-й армійський корпус. Потім, послідовним введенням в прорив військ 3-го Сибірського і 3-го Кавказького корпусів планувалося досягти повного розгрому ворожої оборони по всьому атакованому російською 4-ю армією фронту.

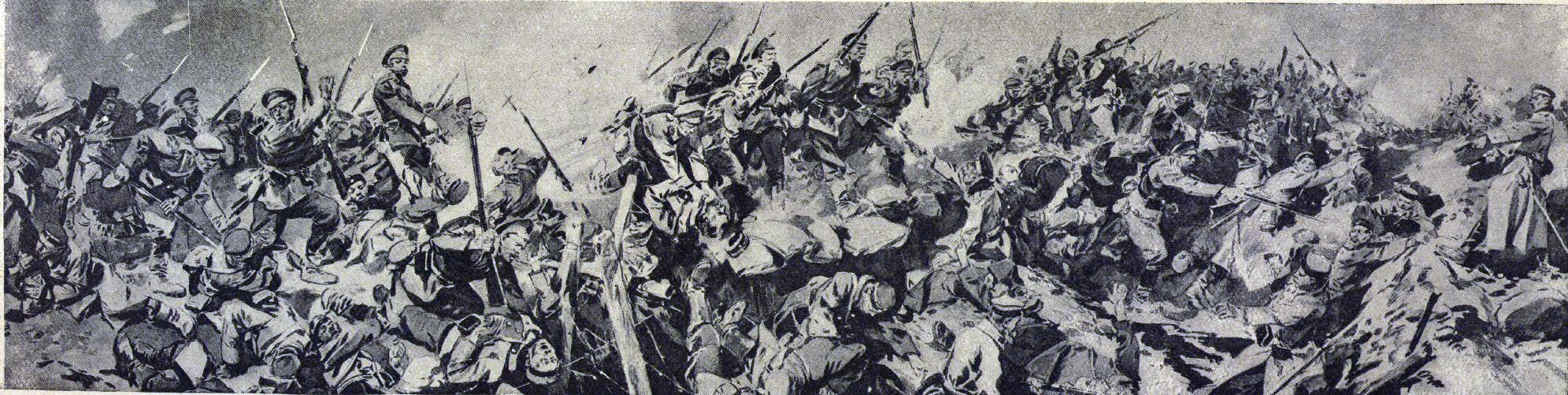
Атака російських військ під Барановичами. Літо 1916

### Хід операції
Зранку 19 червня артилерійськими ударами по укріплених смугах противника розпочався наступ російських військ. На світанку 20-го числа, після короткого вогневого нальоту, частини 9-го армійського корпусу одним ударом зайняли першу лінію оборони противника (Скробовська ділянка північніше за Барановичі).
На ряді ділянок російські війська вклинилися і в головну, другу лінію ворожих окопів. Частини 25-го армійського корпусу також увірвалися на ділянки, що займали підрозділи 12-го австрійського корпусу Й. фон Хенріквеца. Саме тут, на ділянці, де оборонялись австрійські частини, було найслабше місце оборони австро-німецьких військ під Барановичами. Однак, 46-а дивізія не була своєчасно посилена підкріпленнями і, відбивши низку контратак противника, відійшла у вихідне положення. Проте німецьке командування вірно розцінило ситуацію, і за 21-22-е числа німці підтягнули на допомогу австрійцям німецькі 84-ту піхотну, 5-ту і 119-ту резервні та 18-ту ландверну дивізії.
Неузгодженість дій, обумовлена відсутністю старшого начальника безпосередньо на фронті атаки, привела до того, що 35-й корпус не зміг вчасно вийти на рубежі переходу в атаку, 25-й армійський корпус захопився розвитком власного удару, а Гренадерський корпус взагалі застряг на місці. По суті реальний удар завдавала лише одна-єдина 9-та піхотна дивізія, яку частково підтримала друга дивізія свого ж корпусу — 52-га піхотна. Третя дивізія 10-го армійського корпусу — 31-а піхотна дивізія ген. Л. В. Федяя — атакувала на наступний день, 20 червня. Росіяни атакували вісьмома хвилями, маючи два батальйони у кожному полку, що наступали в лінію. Незважаючи на артилерійську підготовку, вцілілі німецькі кулемети, захищені бетоном капонірів, зупинили росіян і відкинули їх.

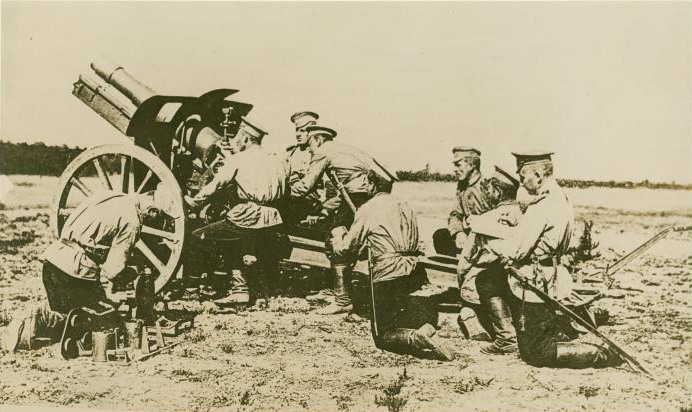
Російська 122-мм гаубиця зразку 1909 року на вогневій позиції.

Схожі наслідки мали удари російських корпусів і на інших ділянках наступу на Барановицькому напрямку.
У підсумку, операція, що довго готувалась, мала успіхом тільки оволодіння першої укріпленої лінії німецько-австрійських військ і захоплення понад 2 000 полонених і декількох гармат, ціною втрати близько 40 000 чоловіків.

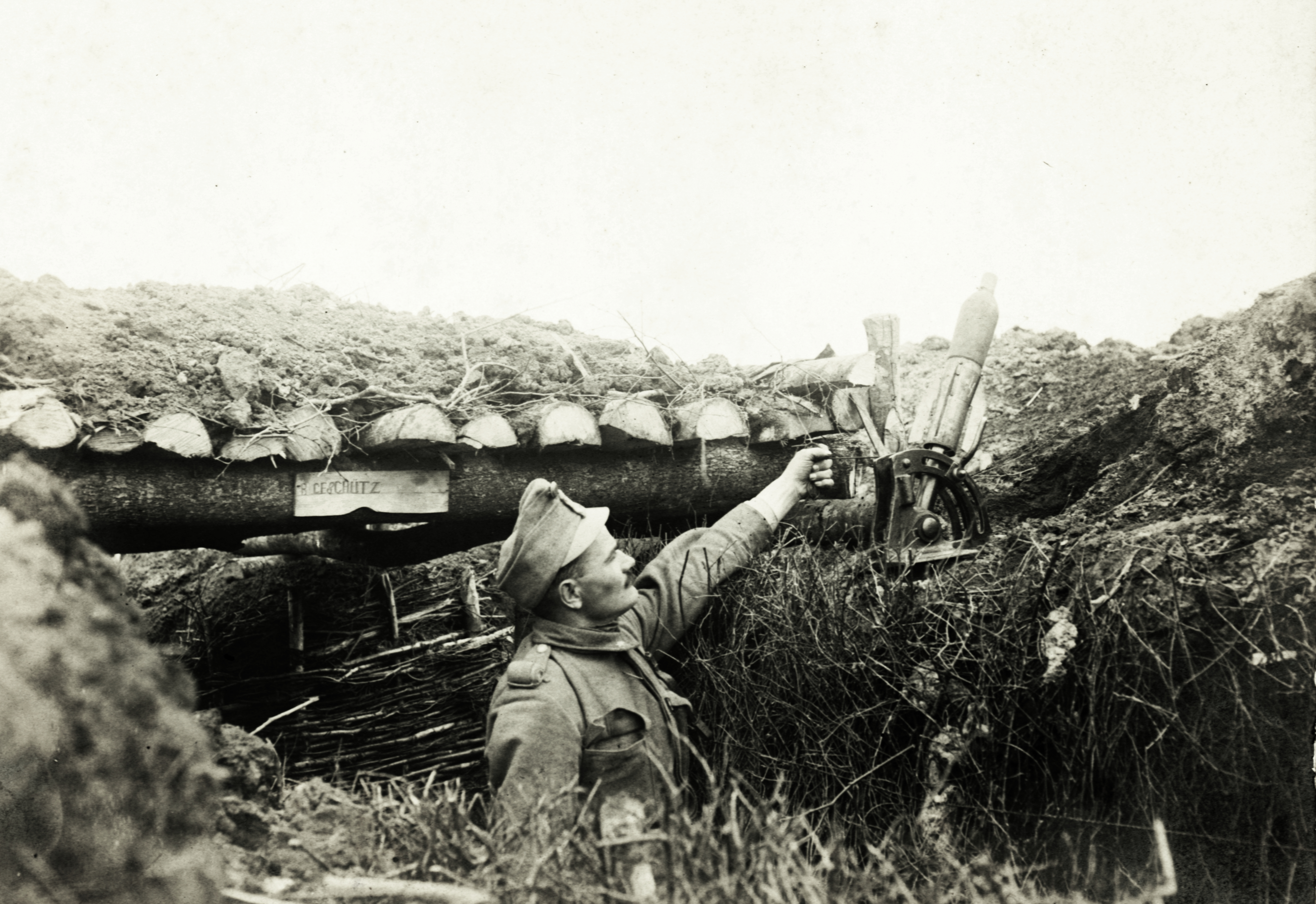
Австро-угорський солдат веде вогонь з траншейної мортири

### Підсумки операції
Російські війська, витративши на підготовку декілька місяців, та володіючи потрійною перевагою в живій силі і деякою перевагою в артилерії, так і не змогли прорвати укріплений німецький позиційний фронт. Жодна з груп прориву не вийшла навіть до третьої смуги оборони противника. Більш того, нетривалою, але потужною контратакою, німці змогли частково відновити втрачене положення. За чергову бездарну операцію російське керівництво поклало на полі битви близько 80 000 осіб проти 13 000 втрат противника, з яких 4 000 — полонені. Жодне із завдань операції не було досягнуте. Жахливі втрати при повній відсутності результатів вкрай негативно вплинули на моральний дух російських військ, в яких посилились антивоєнні настрої.
Головними чинниками поразки були: погана артпідготовка (половина важкої і 2/3 легкої артилерії не були залучені до вогню), слабка концентрація артилерії на ділянці прориву. Розвідка укріпленої смуги, що будувалася протягом року, не витримувала ніякої критики — переважна частина укріплень першої смуги оборони не була виявлена, а другий і третій рубежі оборони взагалі залишилися невідомими російському командуванню до початку битви. Командний склад не був підготовлений до організації прориву укріплених смуг. Кількісна перевага використана не було: зі значної кількості військ, зібраних для проведення операції, основна маса не діяла, поки атакуючі частини потопали в крові, потім свіжими частинами змінювалися знекровлені частини і атаки на тих же рубежах повторювалися знову і знову.
Поразка під Барановичами поставила хрест на подальших діях російських фронтів на північ від Полісся. Після невдачі Барановицької операції армії Західного фронту більш не провели жодної масштабної операції, тому величезна маса військ, зосереджена на північ від Полісся, бездарно простоювала протягом року.